# Ритуальное государство
Ритуализация государственного управления («ритуальное» государство) — это социальный феномен, когда "в связи с выходом из-под государственного контроля отдельных сфер жизни общества, регуляторные полномочия в этих сферах замещаются демонстративной деятельностью госаппарата, носящей показной, ритуальный характер. При этом необходимость существования тех или иных властных структур обосновывается обществу необходимостью совершения ими таких «ритуалов и церемоний».
В условиях глобализации государства неизбежно утрачивают функции регулирования общественных отношений в глобализуемых сферах жизни общества, например, в экономике, финансах, культуре, информационном обмене.
Политические режимы некоторых из государств, захваченных политическими или экономическими кланами, военной или полицейской верхушкой, не желают участвовать в формируемых глобальных наднациональных объединениях. Вместо этого они усиленно насаждают в обществе идеологию фундаментализма и изоляционизма, стремятся ограничить естественные права человека на участие в свободном обмене информацией и выражении мнений в сети Интернет в целях сохранения личного политического и экономического господства. «Ярыми поборниками фетишизации роли государства являются бюрократические кланы и содружества „силовых“ органов, преследующих корыстные интересы сохранения властных сверхполномочий для защиты своего экономического и политического влияния в обществе. Такие оторванные от интересов социума профессиональные сообщества зачастую шантажируют общество мнимыми или искусственно создаваемыми ими же угрозами и „ритуализируют“ функции государства».
Подобные действия и решения органов государственной власти неизбежно ведут к утрате доверия населения.
Британский социолог Энтони Гидденс в 1982 году предположил, что структура социальной системы заключается в регулярно воспроизводимых в пространстве и времени практиках. От всех прочих регулярных практик, по его мнению, ритуалы отличаются тем, «что в них отсутствует очевидный практический смысл. И вместе с тем, они для исполнителей ритуала, имеют особую значимость. Вероятно, их значимость состоит в продлении жизни социальной группы как таковой».
Впервые о признаках ритуализации общества государствами с фундаменталистской идеологией написал немецкий философ Юрген Хабермас в работе «Философский дискурс о модерне», изданной в Германии в 1986 году. Анализируя труд Макса Вебера «Социология религии», Ю. Хабермас отметил, что «благодаря ритуализации государством общественного сознания происходит отказ от описанного М.Вебером модернистского научного „расколдовывания“ (демистификации, интеллектуализации) действительности, шедшего с времен Античности, и вновь возникает новая „непрозрачность“, мистификация сознания, погружающая современное общество в постмодерн».
О подмене современной политики коллективными медиаритуалами при помощи крупных вещательных государственных СМИ говорит в своих работах известный немецкий социолог Никлас Луман.
В 2003 году Э. Гидденс в своей работе «Ускользающий мир: как глобализация меняет нашу жизнь» прямо указывает на процесс деградации государственных функций и институтов в условиях глобализации, утрату ими управленческих полномочий и превращении их в «институты-пустышки», отличные от «действенных институтов», и справедливо отмечает, что «в детрадиционализирующемся мире политики для оправдания своей деятельности уже не могут полагаться на прежние формы — помпезные и торжественные церемонии»
История знает немало примеров ритуализации власти как подмены ее эффективности, что четко проявлялось во времена упадка и распада империй. В Раннем Средневековье после распада Западной Римской Империи, институт государственности в глобализованном европейском обществе поддерживался в основном через коллективные ритуалы. Власть суверенов в данный период не была окончательно оформлена ни на законодательном уровне, ни территориально разграничена. Правители являли обществу свою власть путем совершения публичных ритуалов, которые воспринимались обществом как само ее проявление, тогда как реальное регулирование отношений в обществе осуществлялось на местном уровне самоуправляемыми профессиональными сообществами (гильдиями, палатами), а также семейно-традиционным и общинным способом. Феномен «ритуального» государства в этот период был в равной степени применим к «преемнику» Рима — государству Византии, которое утрачивало экономическое и политическое влияние во внешней и внутренней политике, замещая его бюрократизацией и ритуализацией государственных функций, что детально излагается в византийской книге «О церемониях византийского двора», составленной для императора Константина VII Багрянородного (913—959 н. э.), которая «подробнейшим образом описывает придворные ритуалы, часто с поминутной детализацией, с точки зрения распорядителей двора, описывая, как они должны проводить их, бывшая пособием, содержащим консультации и указания для византийских чиновников и придворных». В условиях упадка государства в Византии было тотальное замещение государственных функций бюрократическими ритуалами. Для европейского общества это было характерно в постимперский период, когда новые государства еще не образовались. Яркая ритуализация государства проявлялась и в период Позднего Императорского Рима, в «эпоху бездарных цезарей», карикатурно подражавших великим предшественникам — Юлию и Августу, опиравшихся на бесконечные ритуалы, фундаментализм и террор, а не на волю и мнение римского народа. Эти процессы ярко писаны в фундаментальном труде Эдварда Гиббона «История упадка и разрушения' Римской империи'». 
Более современным наглядным примером «ритуализации» тоталитарного государства являлась гитлеровская Германия, консолидировавшая общество вокруг власти коллективными ритуалами: шествиями, празднествами, псевдорелигиозным культом нордической расы (нацистский оккультизм).
Советский ученый и общественный деятель А. Д. Сахаров в 1968 году в своей работе «Размышления о прогрессе, мирном сосуществовании и интеллектуальной свободе» писал, что «Человеческому обществу необходима интеллектуальная свобода — свобода получения и распространения информации, свобода непредвзятого и бесстрашного обсуждения, свобода от давления авторитета и предрассудков. Такая тройная свобода мысли — единственная гарантия от заражения народа массовыми мифами, которые в руках коварных лицемеров-демагогов легко превращаются в кровавую диктатуру.»
Известный американский историк Венди З. Голдман в своей работе «Террор и демократия в эпоху Сталина. Социальная динамика репрессий» (Глава 6. Ритуалы массовых репрессий на предприятиях) рассматривает террор в качестве крайней формы медиаритуала — публичного, освещаемого СМИ, организованного преследования оппонентов, не вовлеченных в коллективные ритуалы (ритуальный террор)[страница не указана 1320 дней].
Этой же позиции придерживается и известный ученый-криминолог Ю. М. Антонян, отмечающий мистический и ритуальный характер функций «государственного терроризма», когда «кровавое насилие придает особую торжественность, значимость, судьбоносность тем мерам, которые реализует тоталитарный режим, тем самым укрепляя идеологию».
Историк и публицист Юваль Ной Харари в книге «21 урок для XXI века» анализирует ритуализацию государств, власти и политики от жертвоприношений древних ацтеков до сталинских репрессий: «…ритуалы использовались и в политике. Не одну тысячу лет короны, троны и скипетры служили символами королевств и целых империй, а миллионы людей погибали в жестоких войнах, которые велись за обладание „троном“ или „короной“. Этикет королевских дворов по своей сложности и пышности соперничал с религиозными церемониями… Из всех ритуалов самый сильнодействующий — жертвоприношение, потому что самое сильное чувство в мире — это страдание. Если вы хотите, чтобы люди поверили в тот или иной вымысел, уговорите их принести этому вымыслу жертву… оправить классовых врагов в ГУЛАГ».
Итальянский философ и публицист Ю. Эвола в своей работе «Метафизика войны» рассматривал культ войны как основной государственный ритуал, сакральное (ритуальное) действо жертвоприношения героев, «которые на самом деле не умирают, а становятся частью мистического воинства в космической битве». Истоки ритуального характера войн Ю. Эвола видел еще в культуре древних римлян, где существовали «священные коллегии жрецов (фециалии), руководившие вполне определённой системой ритуалов, которые обеспечивали мистическую составляющую каждой войны, от её объявления до окончания». Таким образом, можно рассматривать культ войны, широко тиражируемый СМИ, наряду с ритуальным террором, в качестве крайней формы медиаритуала, используемого политическими режимами для мобилизации общества под своей властью путем погружения его в мистику (постмодерн).
Одной из форм ритуализации деятельности государственного аппарата является бюрократизация — псевдоуправленический ритуал — верный признак деградации государств. Следовательно, дебюрократизация — это деритуализация государственного управления. Так основным направлением современной теории управления бизнесом «Бережливое производство» (lean production) является в том числе избавление от управленческих ритуалов (бюрократии) как непродуктивной и тормозящей процессы деятельности. 
Ритуализация функций государственных органов влияет и на их правотворчество, формируется «ритуальное» право, подобное поздневизантийскому, «когда органами власти издаются многочисленные законодательные и иные нормативные акты, направленные не на фактическое регулирование отношений в обществе, а на бесконечную регламентацию действий чиновничьего аппарата, выстраивание его иерархии, а также установление всякого рода празднований, почитаний или запретов». При этом, принимая данные нормы, государственные органы не утруждают себя оценкой эффективности их регулирующего воздействия на актуальные общественные отношения, подменяя эффективное правовое регулирование декларативным «ритуальным» нормотворчеством.
Таким образом, есть основания полагать, что ритуализация государственного управления как подмена государственного управления ритуалами, насаждение пропагандистских коллективных медиаритуалов выступают средствами манипуляции обществом. Ритуализация и мистификация общественного сознания, по утверждению Ю. Хабермаса, разрывает связь общества с реальностью, погружает его в мистику и постмодерн.
Ритуализация — как превращение в ритуалы утрачивающих практическое значение действий — свойственна многим сферам жизни общества. Так обряд похищения невесты, характерный для многих народов, первоначально бывший для мужчин способом обретения жен, со временем превратился в оригинальный свадебный ритуал.
Однако, в случае с функциями государств, которые полностью финансируются из средств бюджетов, собираемых с граждан-налогоплательщиков, замена практических действий органов управления ритуалами (парадами, шествиями или церемониями), осуществляемыми аппаратом служащих за те же средства бюджетов, не всегда приносит пользу обществу. Способствует ритуализации государственного управления и медиатизация, неизбежно обращающая массовые ритуалы в широко освещаемые масс-медиа шоу. В этом процессе отрыв от реальности обеспечивается подменой в обществе оценки эффективности работы уровнем медийной популярности.
Ритуализацию государственного управления за счет псевдо-управленческих ритуалов следует отличать от религиозных и культовых ритуалов (обрядов), составляющих пласт духовной жизни любого общества, а также восточного, конфуцианского, понимания ритуала как способа выстраивания позитивных отношений, адаптации к новому в общении с внешним миром.